# Йохан II фон Шьонек
Йохан II фон Шьонек (на немски: Johann II. von Schöneck; † сл. 1454) е благородник от род фон Шьонек, господар на замък Шьонек в Хунсрюк.
Той е вторият син на Фридрих фон Шьонек († 1387/1388) и съпругата му Мерге фон Айх († сл. 1396). Внук е на рицар Йохан I фон Шьонек († 1375/1376) и Лиза фон Бурентцхайм († сл. 1377). Брат му Петер фон Шьонек († 1445/1446) е женен за Хедвиг фон Изенбург-Кемпених.

## Фамилия
Йохан II фон Шьонек се жени за Катарина фон Франкенщайн († сл. 1407). Те имат една дъщеря:
- Катарина фон Шьонек († пр. 1453), омъжена за Йохан II фон Виненбург-Байлщайн († сл. 12 март 1470)

Йохан II фон Шьонек се жени втори път на 30 ноември 1411 г. за Елза фон Пирмонт († сл. 1470). Те имат две деца:
- Коне фон Шьонек († сл. 1484), женен за Елизабет фон Айненберг († сл. 1449); имат син и дъщеря
- Агнес фон Шьонек († 1459/1463), омъжена за Миас фон Оберщайн († сл. 1507)